# Золотиста тимелія
Золотиста тиме́лія (Chrysomma) — рід горобцеподібних птахів родини суторових (Paradoxornithidae). Представники цього роду мешкають в Південній і Південно-Східній Азії.

## Види
Виділяють два види:
- Тимелія золотиста (Chrysomma sinense)
- Тимелія лучна (Chrysomma altirostre)

## Етимологія
Наукова назва роду Chrysomma походить від сполучення слів дав.-гр. χρυσος — золото і ομμα — око.